# 羰基二(三苯基膦)氯化铱
羰基二(三苯基膦)氯化铱，又称为沃什卡錯合物（英語：Vaska's complex），是由爱沙尼亚裔有机化学家劳里·沃什卡（Lauri Vaska）在1961年首次发现并报道的黄色晶状固体。该化合物包含一个中心原子铱和两个处于反式位置的三苯基膦配体以及一个一氧化碳和一个氯离子。沃什卡錯合物除了可以发生氧化加成反应外，另一个引起注意的特点是能够和氧气分子结合形成可分解的錯合物。

## 制备方法
沃什卡络合物的合成方法主要是以下两种：
第一种方法是在氮气氛下向铱酸钠的2-甲氧基乙醇溶液中通入一氧化碳气体同时加热回流反应2-3小时后冷却加入三苯基膦之后再加热回流10分钟，冷却后析出粗产物，经甲苯重结晶后得到产物。
第二种方法是将水合三氯化铱、三苯基膦和二甲基甲酰胺混合加热回流12小时，为加速反应可适当加入苯胺。生成的棕色溶液趁热过滤，加入一定量温热的甲醇后放置在冰箱中冷却，析出固体后经过滤洗涤干燥得到。在这种方法中二甲基甲酰胺不仅是作为反应溶剂也同时受热发生分解产生一氧化碳作为合成络合物所需羰基配体的来源。由于无需使用一氧化碳气体相比第一种方法使用更为普遍。
IrCl3(H2O)3 + 3 P(C6H5)3 + HCON(CH3)2 + C6H5NH2 → IrCl(CO)[P(C6H5)3]2 + [(CH3)2NH2]Cl + OP(C6H5)3 + [C6H5NH3]Cl + 2 H2O